# تورغوت أوجار
تورغوت أوجار (بالتركية: Turgut Uçar)‏ هو لاعب كرة قدم ومدرب كرة قدم تركي في مركز الدفاع، ولد في 10 مارس 1964 في إزمير في تركيا، وتوفي في 3 فبراير 2019. لعب مع آلتاي إزمير وطرابزون سبور.

## وصلات خارجية
- تورغوت أوجار على موقع اتحاد تركيا (لاعب) (الإنجليزية)
- تورغوت أوجار على موقع اتحاد تركيا (مدرب) (الإنجليزية)
- تورغوت أوجار على موقع قاعدة بيانات كرة القدم.إي يو (الإنجليزية)